# Amorpha (Fabaceae)
Amorpha là một chi thực vật trong họ Fabaceae. Chúng là loài bản địa của Bắc Mỹ, từ miền nam Canada, hầu hết Hoa Kỳ, và miền bắc México. 

## Các loài
- Amorpha apiculata
- Amorpha californica
- Amorpha canescens
- Amorpha crenulata (syn. A. herbacea var. crenulata) - endangered
- Amorpha fruticosa
- Amorpha georgiana
- Amorpha glabra
- Amorpha herbacea
- Amorpha laevigata
- Amorpha nana
- Amorpha nitens
- Amorpha notha
- Amorpha ouachitensis
- Amorpha paniculata
- Amorpha roemeriana
- Amorpha schwerinii